# Sierra Norte de Madrid
La Sierra Norte de Madrid és una comarca informal definida en la Guia de Turisme Rural i Actiu editada per la Direcció general de Turisme (Conselleria de Cultura i Turisme) de la Comunitat de Madrid. Es troba en l'extrem septentrional d'aquesta comunitat. Abasta un total de 1.265 km² i té una població lleugerament superior als 17.000 habitants repartits en 42 municipis.

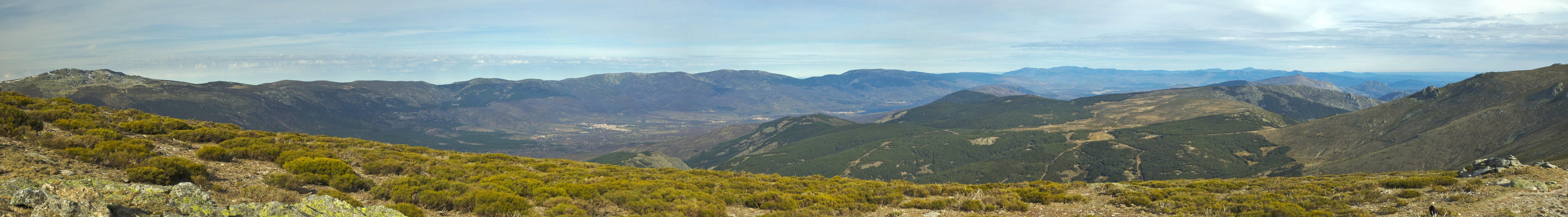
Panoràmica de la Sierra Norte de Madrid

## Municipis de la comarca
La comarca està formada pels següents municipis, amb la superfície en kilòmetres quadrats, i la seva població el 2006.
| Municipi                                     | Superfície | Població |
| -------------------------------------------- | ---------- | -------- |
| Total comarca                                | 1252,89    | 26518    |
| Alameda del Valle                            | 25,01      | 236      |
| Berzosa del Lozoya                           | 14,32      | 179      |
| Braojos                                      | 24,93      | 176      |
| Buitrago del Lozoya                          | 26,50      | 1937     |
| Bustarviejo                                  | 57,32      | 1936     |
| Cabanillas de la Sierra                      | 14,07      | 648      |
| Canencia                                     | 52,70      | 403      |
| Cervera de Buitrago                          | 12,02      | 150      |
| El Atazar                                    | 29,55      | 116      |
| El Berrueco                                  | 28,80      | 543      |
| El Vellón                                    | 34,14      | 1304     |
| Garganta de los Montes                       | 39,66      | 395      |
| Gargantilla del Lozoya y Pinilla de Buitrago | 24,12      | 367      |
| Gascones                                     | 20,04      | 147      |
| Horcajo de la Sierra                         | 20,57      | 167      |
| Horcajuelo de la Sierra                      | 24,39      | 107      |
| La Acebeda                                   | 22,06      | 59       |
| La Cabrera                                   | 22,40      | 2247     |
| La Hiruela                                   | 17,18      | 76       |
| La Serna del Monte                           | 5,44       | 108      |
| Lozoya                                       | 57,94      | 620      |
| Lozoyuela-Navas-Sieteiglesias                | 51,28      | 979      |
| Madarcos                                     | 8,46       | 41       |
| Montejo de la Sierra                         | 31,95      | 330      |
| Navalafuente                                 | 11,75      | 828      |
| Navarredonda y San Mamés                     | 27,44      | 144      |
| Patones                                      | 34,47      | 441      |
| Pinilla del Valle                            | 25,84      | 204      |
| Piñuécar-Gandullas                           | 18,19      | 184      |
| Prádena del Rincón                           | 22,48      | 107      |
| Puebla de la Sierra                          | 57,70      | 103      |
| Puentes Viejas                               | 58,33      | 456      |
| Rascafría                                    | 150,28     | 1892     |
| Redueña                                      | 12,87      | 229      |
| Robledillo de la Jara                        | 20,35      | 122      |
| Robregordo                                   | 18,03      | 66       |
| Somosierra                                   | 20,42      | 116      |
| Torrelaguna                                  | 43,40      | 4060     |
| Torremocha de Jarama                         | 18,49      | 609      |
| Valdemanco                                   | 17,58      | 823      |
| Venturada                                    | 9,79       | 1451     |
| Zarzalejo                                    | 20,63      | 1412     |

## Territori
Es poden diferenciar dues zones característiques en el territori de la Sierra Norte de Madrid. D'una banda la zona de muntanya, que correspon a la major part de la comarca, incloent les serres de Somosierra, Sierra del Lobosillo, La Cabrera, La Morcuera i part de la de Guadarrama, i la zona de campiña, en el seu extrem sud-est. El principal riu de la Serra Nord de Madrid és el Lozoya, si bé, pel seu territori també flueix parcialment el Jarama. El curs del Lozoya es veu interromput per cinc embassaments interconnectats (Pinilla, Riosequillo, Puentes Viejass, El Villar i El Atazar), el que li confereix una vital importància com font de subministrament d'aigua per a tota la Comunitat de Madrid. Dintre de la Serra Nord de Madrid, i corresponent-se en bona part amb les valls que la travessen, poden distingir-se les següents subcomarques: 

Subcomarques de la Sierra Norte de Madrid
La Cabrera
Valle del Jarama
Valle Alto del Lozoya
Valle Medio del Lozoya
Valle Bajo del Lozoya
Valle de la Puebla

## Flora i fauna
En les valls i les zones de campiña es troben cultius tradicionals de cereals, vinyers i oliveres. Si bé la seva superfície es va veient a poc a poc reduïda per l'abandó de l'agricultura degut en bona part a la despoblació soferta pel territori. Les àrees boscoses estan compostes principalment de roures i pins, si bé es desenvolupen també sureres, galers, pollancres, oms, freixes, ginebre comú i piornos. En les zones més altes no existeix presència de espécies arbòries i aquestes són substituïdes per pasturatges de muntanya.

## Economia
Tradicionalment la població s'ha vingut dedicant a l'agricultura i la ramaderia, i en temps més recents a la construcció i els serveis (hostaleria). Últimament el turisme ha anat adquirint major importància, existint nombroses iniciatives tant públiques com privades per a fomentar aquesta activitat.